# Ilulissat museum
Ilulissat museum (grönländska: Ilulissani Katersugaasivik) är ett kulturhistoriskt museum inrymt i polarforskaren  Knud Rasmussens barndomshem i Ilulissat i Grönland.
Huset är en tidigare kateketskola som drevs under namnet Ajoqersuivissuaq från  1846 till 1907. På grund av bristande antal elever användes det dock endast som bostad åt prästen och hans familj mellan 1875 och 1900. Knud Rasmussen föddes i huset år 1879 och tillbringade sina första år i Ilulissat.
På bottenvåningen finns flera permanenta utställningar som visar hur området runt Ilulissat har utvecklats, Diskobuktens kulturhistoria, traditionella klädesplagg och Knud Rasmussens fotografier.
På övervåningen finns en utställning om kajaker uppbyggd över mer än 100 grönländska ord som beskriver kajakernas konstruktion och användning samt de fångstredskap som grönländarna använder. Det finns också en utställning av gamla leksaker.
I anslutning till museet finns ett friluftsmuseum med en traditionell grönländsk bostad med  redskap och transportmedel.